# El Fonoll

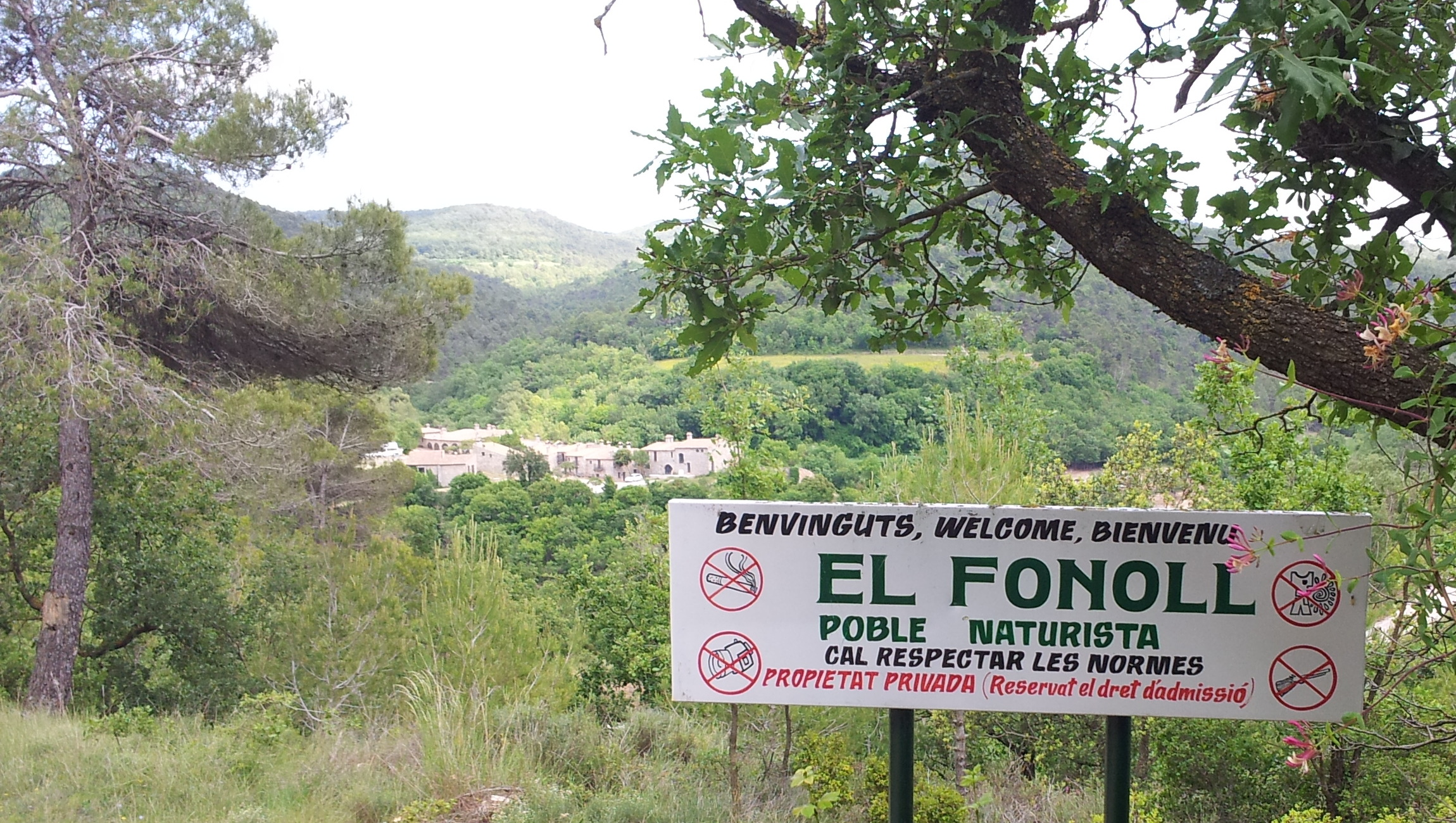
Vista de El Fonoll y su valle.

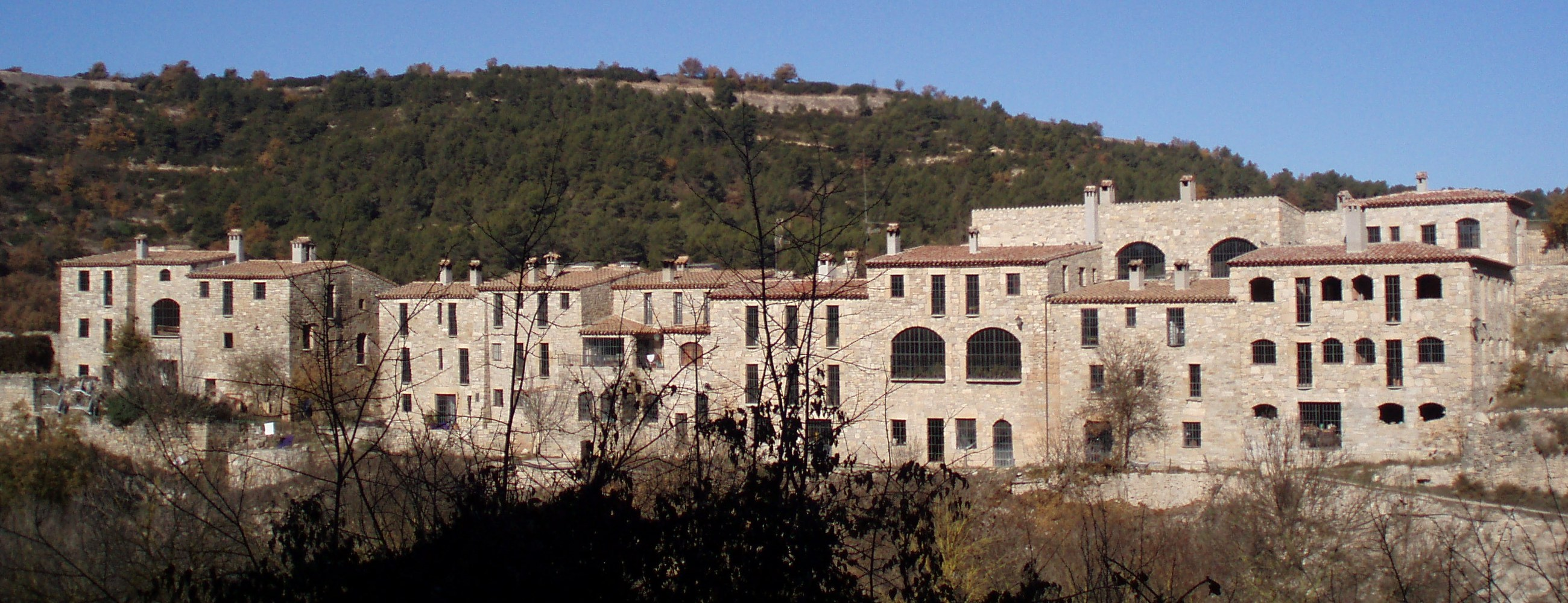
Edificios en El Fonoll a lo largo del valle hacia Forés

El Fonoll ("El hinojo" en español) es un pueblo naturista en la comunidad autónoma de Cataluña (España), situado en la comarca interior de Cuenca de Barberá y perteneciente al municipio de Pasanant (provincia de Tarragona). El pueblo es antiguo, se encontraba en ruinas antes de ser restaurado y convertirse en un reclamo naturista alrededor del año 2000.

## Historia
El Fonoll es mencionado en escrituras datadas en 1305. El pueblo originalmente tenía un castillo, del cual no queda ningún rastro, y una iglesia pequeña dedicada a San Blas, construida entre los siglos X y XII, el cual contiene algunas características arquitectónicas únicas y ha quedado en buen estado.
El pueblo se despobló, y sus edificios se convirtieron en ruinas. El pueblo entero, incluyendo más de 150 hectáreas de tierra circundante, fueron comprados por un empresario de Barcelona llamado Emili Vives en 1995, con la intención de restaurarlo y convertirlo en un centro naturista. Durante la construcción, Vives contó con mucha obstrucción y reparos de los políticos locales y regionales, pero persistió con el proyecto y tuvo éxito al reconstruir casi todos los edificios, utilizando los bloques de caliza originales.

## El pueblo hoy
El Fonoll está situado en un aislado valle boscoso que atraviesa un río. Está conectado por carretera al pueblo de Passanant y a Vallfogona de Riucorb, a unos 5 km. El pueblo no tiene restricciones de acceso para las personas, pero  hay señales en los límites de las tierras para avisar a los visitantes que deben quitarse la ropa si es posible y no fumar o utilizar cámaras. Muchos de los recursos alimentarios del pueblo se obtienen de sus parcelas orgánicas, y genera su propia electricidad con turbinas de viento y paneles solares.
El alojamiento está proporcionado para aproximadamente 200 personas, tanto para residentes de largo plazo y visitantes de vacaciones. Las opciones incluyen un camping y área de caravanas y apartamentos en los edificios restaurados. El Club de Naturismo catalán tiene el uso de un edificio en el pueblo para sus actividades y alojamiento.
Las instalaciones disponibles a los residentes y los huéspedes incluyen una tienda, una cafetería vegetariana, una biblioteca, una piscina, campos de deportes, pícnic y áreas de barbacoa. Los domingos se preparan comunalmente paellas. Las instalaciones operan todo año, pero varía con las estaciones, para incluir actividades estacionales tradicionales como calçotadas y castañadas. Debido a su ublicación interior y una altitud de 650 metros sus inviernos son frescos, así que  atrae números más pequeños de visitantes, principalmente vestidos, al contrario de lo que ocurre en la estación del verano.